# Arthur Jones (giocatore di football americano)
Arthur Willis Jones III (Rochester, 3 giugno 1986) è un ex giocatore di football americano statunitense che ha giocato nel ruolo di defensive end nella National Football League (NFL). Fu scelto nel corso del quinto giro (157º assoluto) del Draft NFL 2010 dai Baltimore Ravens. Al college ha giocato a football alla Syracuse University.
Ha due fratelli minori, Chandler e Jon, campioni rispettivamente di football americano e di MMA.

## Carriera professionistica

### Baltimore Ravens
Jones fu scelto nel corso del quinto giro del Draft 2010 dai Baltimore Ravens. Il 21 giugno firmò un contratto triennale. Nella sua stagione da rookie disputò 2 partite, nessuna delle quali come titolare, senza far registrare alcuna statistica.
Nella stagione 2011. Arthur disputò 14 partite, tra cui la prima come titolare, concludendo l'annata con 20 tackle.
Il 10 settembre 2012, nel debutto stagionale contro i Cincinnati Bengals, Jones mise a segno 4 tackle nella vittoria nel Monday Night Football. Il 3 febbraio 2013, Jones partì come titolare nel Super Bowl XLVII contribuendo con 2 tackle e un sack su Colin Kaepernick alla vittoria dei Ravens sui San Francisco 49ers per 34-31, laureandosi per la prima volta campione NFL.
Nella settimana 2 della stagione 2013, Jones mise a segno il primo sack in carriera, nella vittoria contro i Cleveland Browns.

### Indianapolis Colts
L'11 marzo 2014, Jones firmò un contratto quinquennale del valore di 33 milioni di dollari con gli Indianapolis Colts.

## Palmarès
- Super Bowl : 1

Baltimore Ravens: Super Bowl XLVII
- American Football Conference Championship: 1

Baltimore Ravens: 2012

## Statistiche
| Partite totali      | 46  |
| Partite da titolare | 20  |
| Tackle totali       | 120 |
| Sack                | 8,5 |
| Intercetti          | 0   |
| Fumble forzati      | 1   |

Statistiche aggiornate alla stagione 2013

## Vita privata
Arthur Jones è il fratello maggiore di Jon Jones, campione di arti marziali miste, e di Chandler Jones, anch'egli un giocatore di football professionista per i New England Patriots.